# San Pietro Mosezzo
San Pietro Mosezzo es una localidad y comune italiana de la provincia de Novara, región de Piamonte, con 1.968 habitantes.

## Evolución demográfica
| Gráfica de evolución demográfica de San Pietro Mosezzo entre 1861 y 2001 |
|                                                                          |
| Fuente ISTAT - elaboración gráfica de Wikipedia                          |